# Marjolein Buis
Marjolein Buis (Nijmegen, 11 januari 1988) is een Nederlands voormalig rolstoeltennisspeelster.

## Levensloop
Buis begon op zeventienjarige leeftijd met rolstoeltennis, nadat er bij haar op veertienjarige leeftijd het syndroom van Ehlers-Danlos (een bindweefselaandoening) was geconstateerd, waardoor de banden en pezen die haar gewrichten bij elkaar houden te slap zijn. Als gevolg hiervan gaan de gewrichten gemakkelijk uit de kom en kan Buis niet lopen. Ze maakt in het dagelijks leven en bij het sporten gebruik van een rolstoel. Buis kwalificeerde zich in 2012 met een derde plaats op de wereldranglijst voor de Paralympische Zomerspelen 2012 in Londen. In mei 2016 plaatste Buis zich voor de Paralympische Zomerspelen 2016 in Rio de Janeiro.
Buis is fulltimesporter sinds ze in 2010 haar Bachelor Degree in Social Work haalde. In haar vrije tijd behaalde ze haar Bachelor Degree in de psychologie aan de Open Universiteit.
In mei 2012 bereikte Buis plaats 3 van de wereldranglijst enkelspel – in november 2012 plaats 1 van de wereldranglijst dubbelspel. Eindejaarsranking 2017: enkelspel: 4, dubbelspel: 1.
In de zomer van 2019 werd bekend dat Buis eind 2020 noodgedwongen haar loopbaan zal moeten beëindigen vanwege veranderingen in de handicapregelgeving door de Internationale Tennisfederatie (ITF) en het Internationaal Paralympisch Comité (IPC). Hierdoor valt de beperking van Buis, Ehlers-Danlos Syndroom (EDS), niet meer in een van de nieuwe afbakeningen in te delen.
Vanwege de coronacrisis werd deze regelgeving, net als de paralympische spelen, een jaar uitgesteld maar op 15 oktober 2020 beëindigde Buis haar loopbaan om dat mede hierdoor ook haar persoonlijke situatie veranderd was en ze ook fysieke problemen kende.

### Paralympische Spelen
Tijdens de Paralympische Spelen van 2012 in Londen maakte Buis haar paralympisch debuut. In het enkelspel bereikte ze de kwartfinale. Samen met Esther Vergeer won ze goud in het dubbelspel. Tijdens de Paralympische Spelen van 2016 in Rio de Janeiro bereikte Buis wederom de kwartfinale in het enkelspel. In het dubbelspel samen met Diede de Groot won ze zilver. Buis werd hierna gedecoreerd tot Ridder in de Orde van Oranje-Nassau.

## Erelijst
Titels enkelspel
- Flanders Open 2009, 2010
- Ath Open 2009
- Korea Open 2011, 2019
- Nederlands Kampioen 2012[3]
- South African Open 2013
- Pensacola Open 2013, 2016
- Trofeo Della Mole 2014
- Internazionale Citta' di Firenze 2014
- Gauteng Open 2015
- Israel Open 2015
- Melbourne Open 2016
- Roland Garros 2016
- USN Bolton Arena 2017
- Cajun Classic 2017
- French Riviera Open 2018
- Korea Open 2019
- Nederlands kampioen 2019

Titels dubbelspel
- Nottingham Indoor Tournament 2009, 2010, 2015
- Flanders Open 2009, 2010
- Ath Open 2009
- Bavarian Indoor Open 2009
- Cesenatico Open 2010
- Salzburg Open 2010
- Sardinia Open 2010, 2011
- Cajun Classic 2011, 2013, 2017
- Japan Open 2011, 2012, 2017, 2019
- Korea Open 2011, 2017
- Florida Open 2012
- Sydney International Wheelchair Open 2012
- Roland Garros 2012, 2017
- Paralympische Spelen 2012
- Nederlands kampioen 2013, 2016, 2018, 2019
- South African Open 2013, 2014, 2017
- Open de France 2014, 2017
- Trofeo Della Mole 2014, 2016
- Open de la Baie Somme 2014
- Gauteng Open 2015
- Australian Open 2016, 2018
- US Open 2017
- USN Bolton Arena 2017
- Belgian Open 2017
- British Open 2017
- Doubles Masters 2017[4], 2018
- USTA Wheelchair Championships 2018
- Bath Indoor 2018
- Doubles Masters 2018
- Bendigo Wheelchair Tennis Open 2019
- Georgia Open Wheelchair Champs 2019
- Japan Open 2019
- Toyota Open International de l'Île de Ré 2019
- Prague Cup Czech Indoor 2019

World Team Cup
- Winnaar met het Nederlands damesteam 2010, 2011, 2012, 2014, 2016, 2019[5]